# EoTV

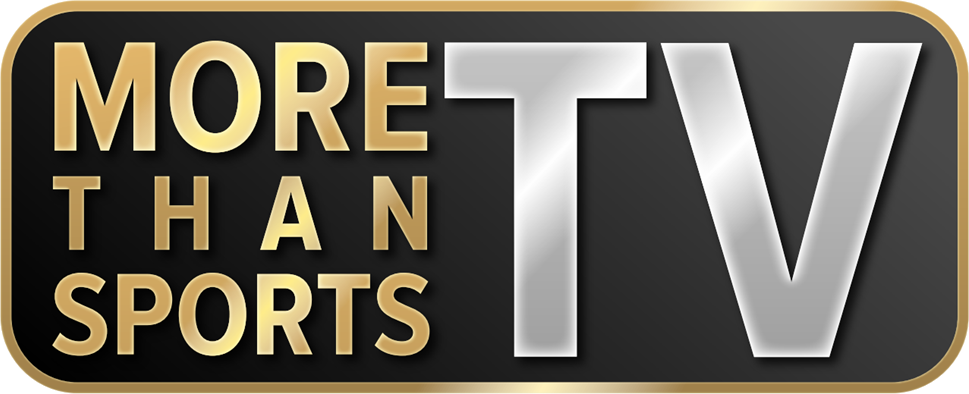
Logo von More Than Sports TV seit 19. Juni 2021

eoTV (stand für European Originals Television) war ein deutscher Fernsehsender. Programmveranstalter war die MV Sendebetriebsgesellschaft UG, eine Tochtergesellschaft der MV International GmbH mit Sitz in der Schweiz. Er zeigte eine Mischung aus europäischen Fernsehserien, Spielfilmen, Klassikern sowie Erstausstrahlungen im Free-TV. Von 22. Dezember 2015 bis 31. Dezember 2018 wurde das Programmfenster von eoTV täglich in der Zeit von 20:15 Uhr bis 01:00 Uhr auf dem Familiensender RiC ausgestrahlt, einem Spartensender der Your Family Entertainment.
Entwickelt wurde die neue Sendemarke eoTV von Jürgen Hörner, dem ehemaligen Chef von ProSiebenSat.1 Deutschland.

## Geschichte
Ab September 2012 präsentierte sich der Fernsehsender RiC mit europäischen Programmen und war als drittes privates Kinder- und Familienprogramm im deutschsprachigen Raum für 32 Millionen Haushalten technischer Reichweite empfangbar. Am 22. Dezember 2015 wurde dieser Sender um das Programmfenster eoTV erweitert. Gleichzeitig zum Start des Programmfensters ging der Livestream auf der eigenen eo-TV-Website online. Ab März 2016 waren ausgewählte Sendungen von eo-TV im Programmangebot von Dailyme zu finden.
In Deutschland, Österreich und der Schweiz wurde das Fernsehangebot als Programmfenster bei RiC verbreitet, darunter Astra, Kabelfernsehen und verschiedene Plattformen für Livestreams. Am 13. Dezember 2016 startete der Programmfeed eoTV HD über waipu.tv. Ein Start über DVB-T2 und DVB-S2 war 2017 geplant. Die Verbreitung über den Sender RIC wurde zum 31. Dezember 2018 eingestellt.
Im Mai 2019 meldete EO Television GmbH als Betreiber des Senders Insolvenz an. Seit Februar 2020 führt die Motorvision Group den Sendebetrieb von eoTV fort und baut das Programm um neue Inhalte aus. Insbesondere sollte mehr Sport (z. B. DEL2) und Reportagen ausgestrahlt werden. Mit dem Tod von Hörner im Juli 2020 änderte sich jedoch die geplante Umbau- und Neuausrichtungsstrategie.
Im Juni 2021 übernahm die SEH Sports & Entertainment Holding von Zeljko Karajica 51 % der Anteile der MV Sendebetriebsgesellschaft. In der Folge wurde der Sender neu gestartet und die Marke eoTV am 19. Juni 2021 zugunsten des Nachfolgesenders More Than Sports TV eingestellt.

### Empfang

Logo von eoTV HD

- Satellit: Digital via Astra 1L, 19,2° Ost (zwischenzeitlich eingestellt)
- IPTV: über 14 verschiedene Apps und Plattformen, darunter Telekom Entertain, Zattoo, waipu.tv (in HD), Freenet TV connect, sowie als Themenkanal bei Amazon Fire TV und Xbox
- Kabel: über Vodafone Kabel Deutschland und regionale Kabelanbieter
- Online: Livestream auf der Website des Senders, Mediathek ebenfalls, eine kleinere Auswahl steht ebenfalls bei Dailyme zur Verfügung
- Zudem war eoTV HD über die Webseite des Senders als Livestream zu empfangen.

### Programm
Das Prime-Time-Programm eoTV zeigte ausschließlich Filme und Serien aus Europa. Von BBC Worldwide erwarb der Sender 2016 Ausstrahlungsrechte für verschiedene britische Fernsehproduktionen.